# Куйбышевский район (Ростовская область)
 Ку́йбышевский райо́н — административно-территориальная единица (район) и муниципальное образование (муниципальный район) в составе Ростовской области Российской Федерации.
Административный центр — село Куйбышево. Расстояние до Ростова-на-Дону – 127 км.

## География
Куйбышевский район находится на западе Ростовской области, на границе России и Украины (на стыке трех областей: Ростовской, Донецкой и Луганской). Площадь территории — 871 км².

## История
Заселение мест нынешнего Куйбышевского района, отвоеванных Петром I, началось в конце XVIII века. Село Куйбышево (первоначально Мартыновка, а затем Голодаевка), основано в 1777 году полковником Дмитрием Мартыновым, получившим земли вдоль р. Миус от Екатерины II.
Образован район в 1923 году как Голодаевская волость в составе Таганрогского округа Донецкой губернии УССР. 1 октября 1924 года Голодаевская волость и Таганрогский округ были возвращены в состав юго-востока России. В это же время волость была переименована в Голодаевский район. В марте 1929 года Голодаевский район был упразднен, его территория включена в Матвеево-Курганский и Советский районы. В январе 1935 года район восстановили, а в апреле того же года его стали именовать Куйбышевский, а районный центр — Куйбышево. В феврале 1963 года район вновь упраздняется, его территория вошла в соседний Матвеево-Курганский район. В конце декабря 1973 года восстановлен.
В годы Великой Отечественной войны, в 1941—1943 годах, территория района дважды переходила из рук в руки немецких и советских войск, и только в конце августа 1943 года Куйбышевский район был окончательно освобождён от немецких захватчиков.

## Население
| 2002    | 2009    | 2010    | 2011    | 2012    | 2013    | 2014    | 2015    | 2016    |
| ------- | ------- | ------- | ------- | ------- | ------- | ------- | ------- | ------- |
| 15 237  | ↘14 837 | ↘14 800 | ↘14 782 | ↘14 483 | ↘14 322 | ↘14 156 | ↘14 047 | ↘14 024 |
| 2017    | 2018    | 2019    | 2020    | 2021    |         |         |         |         |
| ↘13 983 | ↘13 856 | ↘13 638 | ↘13 625 | ↘13 335 |         |         |         |         |

Национальный состав
По итогам переписи населения 2020 года проживали следующие национальности (национальности менее 0,1 % и другое см. в сноске к строке «Другие»):
| Национальность | Численность, чел. | Доля     |
| -------------- | ----------------- | -------- |
| Русские        | 11 367            | 94,21 %  |
| Украинцы       | 237               | 1,96 %   |
| Армяне         | 147               | 1,22 %   |
| Азербайджанцы  | 31                | 0,26 %   |
| Гагаузы        | 23                | 0,19 %   |
| Турки          | 16                | 0,13 %   |
| Цыгане         | 14                | 0,12 %   |
| Другие         | 230               | 1,91 %   |
| Итого          | 12 065            | 100,00 % |

## Муниципально-территориальное устройство
В Куйбышевском районе 34 населённых пункта в составе 3 сельских поселений:
| № | Сельские поселения                  | Админ. центр           | Количество населённых пунктов | Население | Площадь, км² |
| - | ----------------------------------- | ---------------------- | ----------------------------- | --------- | ------------ |
| 1 | Кринично-Лугское сельское поселение | хутор Кринично-Лугский | 14                            | ↗3466     |              |
| 2 | Куйбышевское сельское поселение     | село Куйбышево         | 14                            | ↗7598     |              |
| 3 | Лысогорское сельское поселение      | село Лысогорка         | 6                             | ↗2764     |              |

| №  | Населённый пункт    | Тип   | Население | Муниципальное образование           |
| -- | ------------------- | ----- | --------- | ----------------------------------- |
| 1  | Берестовский        | хутор | 71        | Куйбышевское сельское поселение     |
| 2  | Власово-Буртовка    | хутор | 45        | Кринично-Лугское сельское поселение |
| 3  | Денисово-Алексеевка | село  | 59        | Кринично-Лугское сельское поселение |
| 4  | Денисово-Николаевка | хутор | 65        | Кринично-Лугское сельское поселение |
| 5  | Зайцево             | хутор | 234       | Кринично-Лугское сельское поселение |
| 6  | Заречный            | хутор | 56        | Куйбышевское сельское поселение     |
| 7  | Каменно-Тузловка    | село  | 122       | Кринично-Лугское сельское поселение |
| 8  | Карташево           | хутор | 232       | Кринично-Лугское сельское поселение |
| 9  | Кринично-Лугский    | хутор | 601       | Кринично-Лугское сельское поселение |
| 10 | Крутой Яр           | хутор | 1         | Кринично-Лугское сельское поселение |
| 11 | Крюково             | хутор | 859       | Лысогорское сельское поселение      |
| 12 | Куйбышево           | село  | ↗6145     | Куйбышевское сельское поселение     |
| 13 | Кумшатское          | село  | 73        | Кринично-Лугское сельское поселение |
| 14 | Ленинский           | хутор | 89        | Куйбышевское сельское поселение     |
| 15 | Лысогорка           | село  | 1318      | Лысогорское сельское поселение      |
| 16 | Миллерово           | село  | 1008      | Кринично-Лугское сельское поселение |
| 17 | Новая Надежда       | хутор | 1125      | Кринично-Лугское сельское поселение |
| 18 | Новиковка           | село  | 490       | Лысогорское сельское поселение      |
| 19 | Новоалександровский | хутор | 1         | Куйбышевское сельское поселение     |
| 20 | Новобахмутский      | хутор | 264       | Куйбышевское сельское поселение     |
| 21 | Новоивановский      | хутор | 37        | Куйбышевское сельское поселение     |
| 22 | Новоольховский      | хутор | 54        | Куйбышевское сельское поселение     |
| 23 | Новоспасовка        | село  | 198       | Лысогорское сельское поселение      |
| 24 | Обийко              | хутор | 34        | Кринично-Лугское сельское поселение |
| 25 | Ольховский          | хутор | 251       | Куйбышевское сельское поселение     |
| 26 | Примиусский         | хутор | 153       | Куйбышевское сельское поселение     |
| 27 | Репяховатый         | хутор | 45        | Куйбышевское сельское поселение     |
| 28 | Решетовка           | хутор | 19        | Лысогорское сельское поселение      |
| 29 | Русское             | село  | 0         | Куйбышевское сельское поселение     |
| 30 | Русско-Лютино       | хутор | 449       | Кринично-Лугское сельское поселение |
| 31 | Русско-Сидоровка    | хутор | 184       | Лысогорское сельское поселение      |
| 32 | Свободный           | хутор | 354       | Куйбышевское сельское поселение     |
| 33 | Скелянский          | хутор | 2         | Куйбышевское сельское поселение     |
| 34 | Ясиновский          | хутор | 162       | Кринично-Лугское сельское поселение |

## Экономика
Основная специализация района — сельское хозяйство, в основном полеводство. На его территории выращиваются зерновые, подсолнечник, кукуруза и другие культуры. Также производится мясомолочная продукция. В районе функционируют 11 сельхозпредприятий, 174 крестьянских (фермерских) хозяйства. Имеются подсобные цеха по переработке сельхозпродукции — 6 мельниц по производству муки, 7 цехов по переработке подсолнечного масла, 7 пекарен, 4 линии по производству макаронной продукции, цех по производству колбасы.

## Достопримечательности
- Памятники В. И. Ленину в селе Куйбышево[21]. Памятник установлен на площади у здания администрации села. Ленин изображен стоя лицом от здания администрации, в окружении елей.
- Памятник матери и солдату в селе Куйбышево.
- Памятники-Мемориалы в сёлах Новая-Надежда, Миллерово.
- Мемориала уроженцам Куйбышевского района, погибшим в годы Великой Отечественной войны.
- Историко-краеведческий музей в селе Куйбышево.
- Обелиск на братской могиле в селе Куйбышево. В музее собраны военные реликвии, материалы о жизни села и его людях в разные годы.

Объекты культурного наследия  регионального значения:
- Мельница 1902 года в селе Куйбышево[22].
- Памятник "Танк Т-34" был установлен в честь воинов 4-го Гвардейского механизированного танкового Сталинградского корпуса, освобождавших  п. М. Курган от немцев.
- Памятник В. И. Ленину в селе Куйбышево.
- Памятник-трактор "Универсал-2" установлен на постаменте в селе Куйбышево.
- Памятник А. А. Гречко в селе Куйбышево.  Министр обороны СССР (1967—1976) Андрей Антонович Гречко родился 4 октября 1903 в слободе Голодаевка, нынешнем селе Куйбышево Куйбышевского района Ростовской области.
- Ветряная мельница в селе Миллерово.

Храмы и молитвенные дома:
- Церковь Николая Чудотворца в селе Куйбышево. Построена в 1843 - 1860 годах, снесена в 1938 году[23].

Памятники природы:
- Территория памятника природы Лысогорка около села Лысогорка. Занимает площадь около 137 га. на берегах реки, в балках Мостовая и Крейдяная.
- Лес,  расположенный в западной части Куйбышевского района на берегу реки Миус. Занимает площадь в 0,61 га[24].